# Lucius Apronius
Lucius Apronius war ein römischer Politiker und Senator in der ersten Hälfte des 1. Jahrhunderts n. Chr.
Apronius oder seine Familie muss über Ansehen und Einfluss verfügt haben, denn er hatte im Vigintivirat die angesehene Stellung eines triumvir monetalis inne. Nach dem Suffektkonsulat im Jahr 8 bewährte er sich als Legat in Dalmatien (um 9). Als Legat in Germanien (um 15) wurde er bei Germanicus’ Zug gegen die Chatten vom Statthalter zum Schutz der Brücken und Straßen am linksrheinischen Ufer zurückgelassen. Dafür erhielt Apronius die triumphalia insignia. Danach bekam er ein dreijähriges Prokonsulat in der Provinz Africa (18–21). Im Jahr 24 klagte er seinen Schwiegersohn Marcus Plautius Silvanus bei Kaiser Tiberius wegen der Ermordung seiner Tochter Apronia an; Silvanus musste daraufhin Selbstmord begehen. Schließlich erhielt Apronius um 28 die Statthalterschaft/das Armeekommando in Untergermanien, wo er gegen die Frisii kämpfte.
Während seiner Zeit als Statthalter in Africa musste Apronius den Krieg gegen Tacfarinas in dieser Provinz weiterführen, der zwar von Marcus Furius Camillus besiegt, aber nicht vernichtend geschlagen worden war. Unter den Mitarbeitern des Apronius befand sich auch sein Sohn Lucius Apronius Caesianus, Konsul im Jahr 39, der nach Tacitus „gegen die Numidier einen erfolgreichen Kampf führte und sie in die Wüste trieb“, wofür sein Vater zum zweiten Mal die ornamenta triumphalia erhielt.